# Sri Lanka en los Juegos Olímpicos de la Juventud 2018
Sri Lanka compitió en los Juegos Olímpicos de la Juventud 2018 en Buenos Aires, Argentina desde el 6 de octubre al 18 de octubre de 2018.

## Participantes
La siguiente es la lista con el número de participantes en los Juegos por deporte/disciplina.
| Deporte       | Masculino | Femenino | Total |
| ------------- | --------- | -------- | ----- |
| Atletismo     | 2         | 2        | 4     |
| Bádminton     | 0         | 1        | 1     |
| Baloncesto    | 0         | 4        | 4     |
| Gimnasia      | 0         | 1        | 1     |
| Natación      | 1         | 0        | 1     |
| Tiro          | 1         | 0        | 1     |
| Tiro con Arco | 1         | 0        | 1     |
| Total         | 5         | 8        | 13    |

## Medallas
|       | Medalla de oro | Medalla de plata | Medalla de bronce | Total |
| ----- | -------------- | ---------------- | ----------------- | ----- |
| TOTAL | 0              | 0                | 1                 | 1     |

## Medallistas
El equipo olímpico de Sri Lanka obtuvo la siguiente medalla:
| Nombre                    | Deporte   | Competición             |
| ------------------------- | --------- | ----------------------- |
| Oro                       |           |                         |
| Plata                     |           |                         |
| Bronce                    |           |                         |
| Parami Wasanthi Maristela | Atletismo | 2.000m con Obstáculos F |